# Каменце (община Рогашка Слатина)
Вижте пояснителната страница за други значения на Каменце.
Каменце (на словенски: Kamence) е село в Словения, Савински регион, община Рогашка Слатина. Според Националната статистическа служба на Република Словения през 2002 г. селото има 99 жители.